# August Christian Lebrecht von Krafft
August Christian Lebrecht von Krafft (* 4. März 1740 in Delitz am Berge; † 20. Dezember 1813 in Brieg) war ein preußischer Generalmajor und Kommandant der Festung Breslau sowie Herr auf Delitz am Berge, das er 1787 kaufte.

## Leben

### Herkunft
Seine Eltern waren Friedrich August Gottlieb von Krafft († 11. September 1773) und dessen Ehefrau Henriette Sidonie, geborene von Bose (* 23. Juli 1715; † 12. November 1769). Der Vater war königlich polnischer und kursächsischer Kornett der Leibkürassiere sowie Herr auf Delitz am Berge.

### Militärkarriere
Krafft trat am 7. Oktober 1753 als Kadett in das Infanterieregiment „Rochow“ der Kursächsischen Armee ein. Dort wurde er am 1. September 1756 Fähnrich. Am Beginn des Siebenjährigen Krieges wurde Krafft mit dem Großteil der Armee bei Pirna eingeschlossen. Nach der Kapitulation wechselte er am 15. Oktober 1756 in preußische Dienste und kam als Sekondeleutnant mit Patent vom 27. Oktober 1756 in das Infanterieregiment „von Wietersheim“. Krafft kämpfte in den Schlachten bei Prag, Kunersdorf, Torgau, Reichenbach sowie in den Gefechten bei Krenau, Holitz, Fehrbellin, Meißen und den Belagerungen von Breslau und Olmütz. Bei Kunersdorf und Olmütz wurde er jeweils verwundet. In der Zeit wurde er am 8. Juni 1758 in das Infanterieregiment „von Wied“ versetzt und am 29. November 1760 zum Premierleutnant befördert.
Nach dem Krieg stieg er am 17. Juni 1768 zum Stabskapitän auf und kam am 19. Januar 1773 als Hauptmann und Kompaniechef in das Infanterieregiment „von Laxdehnen“. Er nahm am Bayerischen Erbfolgekrieg teil, wurde am 29. April 1784 Major sowie am 6. Oktober 1784 zum Bataillonskommandeur ernannt. Am 25. April 1791 folgte seine Ernennung zum Regimentskommandeur. In dieser Stellung wurde er am 29. Mai 1791 Oberstleutnant und am 13. Februar 1793 Oberst. Krafft nahm 1794/95 noch am Feldzug in Polen teil. Am 10. November 1798 wurde er Generalmajor und als Kommandant nach Breslau versetzt. Am 23. November 1798 erhielt er eine Zulage von 500 Talern. Am 3. Oktober 1803 wurde sein Sold auf 2000 Taler festgelegt. Nach der Kapitulation der Festung im Vierten Koalitionskrieg wurde er am 7. Januar 1807 inaktiv gestellt. Die Kapitulation wurde vor einem Kriegsgericht untersucht und Krafft daraufhin am 14. März 1811 zu einem Jahr Festungshaft verurteilt. Am 13. Mai 1811 erhielt er aber die Erlaubnis, die Haft in der Stadt Neiße zu verbringen. Er starb am 20. Dezember 1813 in Brieg.

### Familie
Krafft war mit Johann Karoline Rosine von Hünefeld (* Oktober 1740; † 3. Februar 1811) aus dem Haus Limbach verheiratet. Das Paar hatte mehrere Kinder, darunter:
- Konstantine (* 1759)
- August Christian Leberecht (* 26. Februar 1760; † 27. Mai 1834), Sekondeleutnant a. D. aus dem Infanterieregiment „von Krockow“, später Landschaftsrat ⚭ Katharina Charlotte Sophie von Canitz (* 19. April 1742; † 10. Oktober 1832) verwitwete von Printz
- Karl August Adolf (1764–1840), preußischer General der Infanterie ⚭ Helene Friederike von Dangries (* 14. Februar 1769; † 24. März 1846 in Königsberg), verwitwete von Wieck
- Luise Sidonie Friederike (* 3. Mai 1766; † 27. Januar 1828)[1] ⚭ 1792 Dietrich Levin von Wulffen (* 8. Juni 1743; † 26. Mai 1820), Oberst[2]
- Konstanze Charlotte Karoline (* 14. Dezember 1770)

⚭ 1802 Ernst Christian Ferdinand von Zedlitz-Neukirch (* Juli 1773; † 12. März 1814), Polizeidirektor in Brieg
⚭ 1815 Stefan Casimir von Dietz, Kaiserlich Russischer Leutnant
- Franz Otto Wilhelm (* 28. Februar 1776), Kassenkontrolleur der Landesfeuersozietät in Königsberg in Preußen